# ATK Mohun Bagan 2021-2022
Questa voce raccoglie le informazioni riguardanti l'ATK Mohun Bagan nelle competizioni ufficiali della stagione 2021-2022.

## Maglie e sponsor
| Casa | Trasferta |

## Organigramma societario

### Staff tecnico
- Juan Ferrando - Allenatore
- Manuel Cascallana - Vice allenatore
- Sanjoy Sen - Vice allenatore
- Javier González - Strength and conditioning coach

## Rosa
| N. |                      | Ruolo | Calciatore           |
| -- | -------------------- | ----- | -------------------- |
| 1  | India (bandiera)     | P     | Amrinder Singh       |
| 2  | India (bandiera)     | D     | Sumit Rathi          |
| 3  | India (bandiera)     | D     | Gursimrat Singh Gill |
| 4  | Spagna (bandiera)    | D     | Tiri                 |
| 5  | India (bandiera)     | D     | Sandesh Jhingan      |
| 6  | India (bandiera)     | D     | Ashutosh Mehta       |
| 7  | Finlandia (bandiera) | C     | Joni Kauko           |
| 8  | Irlanda (bandiera)   | C     | Carl McHugh          |
| 9  | Australia (bandiera) | A     | David Joel Williams  |
| 10 | Francia (bandiera)   | C     | Hugo Boumous         |
| 11 | India (bandiera)     | A     | Manvir Singh         |
| 12 | India (bandiera)     | P     | Avilash Paul         |
| 13 | India (bandiera)     | C     | Ravi Rana            |
| 15 | India (bandiera)     | D     | Subashish Bose       |

| N. |                  | Ruolo | Calciatore             |
| -- | ---------------- | ----- | ---------------------- |
| 16 | India (bandiera) | C     | Abhishek Suryavanshi   |
| 17 | India (bandiera) | A     | Liston Colaco          |
| 18 | India (bandiera) | C     | Ningombam Engson Singh |
| 19 | India (bandiera) | C     | Bidyananda Singh       |
| 20 | India (bandiera) | D     | Pritam Kotal           |
| 21 | Figi (bandiera)  | A     | Roy Krishna            |
| 22 | India (bandiera) | D     | Deepak Tangri          |
| 23 | India (bandiera) | C     | Michael Soosairaj      |
| 24 | India (bandiera) | C     | Lenny Rodrigues        |
| 25 | India (bandiera) | C     | Kiyan Nassiri          |
| 27 | India (bandiera) | C     | Sheikh Sahil           |
| 28 | India (bandiera) | P     | Subrata Pal            |
| 31 | India (bandiera) | P     | Arsh Shaikh            |
| 33 | India (bandiera) | D     | Prabir Das             |

### Altri giocatori
| N. |                  | Ruolo | Calciatore         |
| -- | ---------------- | ----- | ------------------ |
|    | India (bandiera) | C     | Samuel Lalmuanpuia |

| N. |                  | Ruolo | Calciatore           |
| -- | ---------------- | ----- | -------------------- |
|    | India (bandiera) | A     | Md. Fardin Ali Molla |

## Calciomercato
| Acquisti | Acquisti               | Acquisti        | Acquisti   |
| R.       | Nome                   | da              | Modalità   |
| -------- | ---------------------- | --------------- | ---------- |
| P        | Amrinder Singh         |                 |            |
| P        | Avilash Paul           |                 |            |
| P        | Arsh Shaikh            |                 |            |
| D        | Deepak Tangri          |                 |            |
| D        | Ashutosh Mehta         |                 |            |
| D        | Sumit Rathi            |                 |            |
| D        | Subashish Bose         |                 |            |
| D        | Pritam Kotal           |                 |            |
| D        | Prabir Das             |                 |            |
| D        | Tiri                   |                 |            |
| D        | Gursimrat Singh Gill   | Sudeva Delhi    | Definitivo |
| C        | Joni Kauko             |                 |            |
| C        | Hugo Boumous           | Mumbai City     | Definitivo |
| C        | Bidyananda Singh       |                 | Svincolato |
| C        | Ricky John Shabong     | Indian Arrows   | Definitivo |
| C        | Abhishek Suryavanshi   | ATK Mohun Bagan | Definitivo |
| C        | Kiyan Nassiri          | ATK Mohun Bagan | Definitivo |
| C        | Lenny Rodrigues        |                 |            |
| C        | Carl McHugh            |                 |            |
| C        | Ningombam Engson Singh |                 |            |
| C        | Sheikh Sahil           |                 |            |
| C        | Ravi Rana              |                 |            |
| C        | Michael Soosairaj      |                 |            |
| C        | Samuel Lalmuanpuia     | Odisha          | Prestito   |
| A        | Liston Colaco          |                 |            |
| A        | David Joel Williams    |                 |            |
| A        | Manvir Singh           |                 |            |
| A        | Roy Krishna            |                 |            |

| Cessioni | Cessioni             | Cessioni      | Cessioni   |
| R.       | Nome                 | a             | Modalità   |
| -------- | -------------------- | ------------- | ---------- |
| P        | Arindam Bhattacharya |               | Svincolato |
| P        | Aryan Niraj Lamba    | Kerala United | Definitivo |
| D        | Sandesh Jhingan      | Sebenico      | Definitivo |
| C        | Pronay Halder        | Jamshedpur    | Prestito   |
| A        | Edu García           |               | Svincolato |
| A        | Jobby Justin         | Chennaiyin    | Definitivo |
| A        | Komal Thatal         | Jamshedpur    | Definitivo |
| A        | Brad Inman           | Mumbai City   | Definitivo |

### Mercato invernale
| Acquisti | Acquisti        | Acquisti  | Acquisti   |
| R.       | Nome            | da        | Modalità   |
| -------- | --------------- | --------- | ---------- |
| P        | Subrata Pal     | Hyderabad | Prestito   |
| D        | Sandesh Jhingan | Sebenico  | Definitivo |

| Cessioni | Cessioni           | Cessioni      | Cessioni   |
| R.       | Nome               | a             | Modalità   |
| -------- | ------------------ | ------------- | ---------- |
| C        | Ricky John Shabong | Rajasthan Utd | Definitivo |

### Cambio di allenatore
| Allenatore in uscita | Motivo  | Dal           | Fino al          | Allenatore in entrata | A partire dal    |
| -------------------- | ------- | ------------- | ---------------- | --------------------- | ---------------- |
| Antonio López Habas  | Esonero | 2 maggio 2019 | 18 dicembre 2021 | Juan Ferrando         | 20 dicembre 2021 |

## Risultati

### Indian Super League
| Arbitro: | Kundu H. |

|                                                               |           |                         |
| Hugo Boumous 3’, 39’ Roy Krishna 27’ (Rig.) Liston Colaco 50’ | Marcatori | 24’ S.A. Samad 69’ Díaz |

| Arbitro: | Kumar Gupta R. |

|  |           |                                                    |
|  | Marcatori | 12’ Roy Krishna 14’ Manvir Singh 23’ Liston Colaco |

| Arbitro: | Srikrishna C. |

|                         |           |                                                                    |
| David Joel Williams 60’ | Marcatori | 5’, 25’ V. Singh 38’ Igor Angulo 47’ Mourtada Fall 52’ Bipin Singh |

| Arbitro: | Rowan A. |

|                                |           |                  |
| Seiminlen Doungel 37’ Alex 85’ | Marcatori | 89’ Pritam Kotal |

| Arbitro: | Kumar Gupta R. |

|                   |           |                    |
| Liston Colaco 18’ | Marcatori | 45’ Vladimir Koman |

| Arbitro: | Crystal J. |

|                                                                  |           |                                                            |
| Cleiton Silva 18’ (Rig.) Danish Farooq Bhat 26’ Prince Ibara 72’ | Marcatori | 13’ Subashish Bose 39’ Hugo Boumous 58’ (Rig.) Roy Krishna |

| Arbitro: | Kundu H. |

|                                    |           |                                           |
| V.P. Suhair 2’ Mashoor Shereef 88’ | Marcatori | 45+2’ Liston Colaco 53’, 76’ Hugo Boumous |

| Arbitro: | Crystal J. |

|                                   |           |                 |
| Liston Colaco 24’ Roy Krishna 56’ | Marcatori | 81’ Jorge Ortiz |

| Arbitro: | Kumar Gupta R. |

|                                      |           |                                              |
| D. Williams 1’ Ashish Rai 64’ (A.g.) | Marcatori | 18’ Bartholomew Ogbeche 90+1’ Javier Siverio |

| Margao 23 gennaio 2022, ore 17:00 UTC+5:30 11ª giornata | ATK Mohun Bagan | 0 – 0 referto | Odisha | Fatorda Stadium (0 spett.)\| Arbitro: \| Kundu H. \| |
| Arbitro:                                                | Kundu H.        |               |        |                                                      |

| Arbitro: | Kundu H. |

|                                      |           |  |
| Liston Colaco 45+2’ Manvir Singh 85’ | Marcatori |  |

| Arbitro: | Kumar Gupta R. |

|                     |           |                                         |
| Adrián Luna 7’, 64’ | Marcatori | 8’ David Joel Williams 90+8’ Joni Kauko |

| Arbitro: | Crystal J. |

|                                 |           |                   |
| Kiyan Nassiri 64’, 90+3’, 90+4’ | Marcatori | 56’ Darren Sidoel |

| Arbitro: | Kumar Gupta R. |

|                         |           |                        |
| Pritam Kotal 24’ (A.g.) | Marcatori | 9’ David Joel Williams |

| Arbitro: | Kundu H. |

|                   |           |                                    |
| Joel Chianese 67’ | Marcatori | 56’ Liston Colaco 59’ Manvir Singh |

| Arbitro: | Purkayastha A. |

|                 |           |                      |
| Redeem Tlang 5’ | Marcatori | 8’ (Rig.) Joni Kauko |

| Arbitro: | Crystal J. |

|  |           |                |
|  | Marcatori | 56’ Ritwik Das |

| Arbitro: | Crystal J. |

|  |           |                   |
|  | Marcatori | 45+3’ Roy Krishna |

| Arbitro: | Crystal J. |

|  |           |                      |
|  | Marcatori | 3’, 46’ Manvir Singh |

| Arbitro: | Venkatesh R. |

|                                                   |           |                 |
| Joni Kauko 22’ Liston Colaco 45’ Manvir Singh 53’ | Marcatori | 17’ V.P. Suhair |

### Semifinali
| Arbitro: | Kumar Gupta R. |

|                                                                 |           |                 |
| Bartholomew Ogbeche 45+2’ Mohammad Yasir 58’ Javier Siverio 64’ | Marcatori | 18’ Roy Krishna |

| Arbitro: | Venkatesh R. |

|                 |           |  |
| Roy Krishna 79’ | Marcatori |  |

#### Andamento in campionato
| Giornata  | 1 | 2 | 3 | 4 | 5 | 6 | 7 | 8 | 9 | 10 | 11 | 12 | 13 | 14 | 15 | 16 | 17 | 18 | 19 | 20 | 21 | 22 |
| --------- | - | - | - | - | - | - | - | - | - | -- | -- | -- | -- | -- | -- | -- | -- | -- | -- | -- | -- | -- |
| Luogo     | C | T | C | T | C | X | T | T | C | C  | C  | X  | C  | T  | C  | T  | C  | C  | T  | T  | T  | C  |
| Risultato | V | V | P | P | N | X | N | V | V | N  | N  | X  | V  | N  | V  | N  | V  | N  | P  | V  | V  | V  |
| Posizione | 2 | 1 | 4 | 5 | 6 | 6 | 7 | 5 | 3 | 3  | 5  | 5  | 3  | 4  | 4  | 4  | 3  | 2  | 4  | 3  | 3  | 3  |

Legenda:

Luogo: C = Casa; T = Trasferta. Risultato: V = Vittoria; N = Pareggio; P = Sconfitta.

### AFC Cup

#### 2º turno preliminare
| Arbitro: | Ali R.J. |

|                                                                   |           |  |
| Joni Kauko 24’, 39’ Manvir Singh 29’, 88’ David Joel Williams 77’ | Marcatori |  |

#### Turno play-off
| Arbitro: | Syedvahid K. |

|                                  |           |                      |
| David Joel Williams 6’, 30’, 85’ | Marcatori | 61’ Daniel Colindres |

#### 1º turno
| Arbitro: | Kazemi V. |

|                                                  |           |                                    |
| Luka Majcen 50’, 65’ Rishad PP 57’ Jithin MS 89’ | Marcatori | 53’ Pritam Kotal 80’ Liston Colaco |

| Arbitro: | Chen Hsin-Chuan |

|                                                     |           |  |
| Liston Colaco 24’, 33’, 53’ David Joel Williams 77’ | Marcatori |  |

| Arbitro: | Haidi A. |

|               |           |                                                                        |
| Tana 45’, 73’ | Marcatori | 26’, 37’ Joni Kauko 56’ Roy Krishna 59’ Subashish Bose 71’ Carl McHugh |

##### Andamento
| Giornata  | 1 | 2 | 3 |  |
| --------- | - | - | - |  |
| Luogo     | T | C | T |  |
| Risultato | P | V | V |  |
| Posizione | 4 | 1 | 1 |  |

Legenda:

Luogo: C = Casa; T = Trasferta. Risultato: V = Vittoria; N = Pareggio; P = Sconfitta.